# Lijst van dialecten van de wereld - W
Deze lijst van dialecten is zeker niet compleet en de aanduiding 'dialect' zal voor diverse van de genoemde variëteiten zeker omstreden zijn. De lijst bevat in principe alleen variëteiten die nauwelijks standaardisatie hebben ondergaan. Ze zijn geordend onder een kop die ofwel redelijk adequaat de genoemde subvariëteiten omvat, ofwel de naam is van de standaardtaal die door de dialectsprekers als lingua franca wordt gehanteerd.
Zie voor achtergronden over de schakeringen van de taal-dialectrelatie de lemma's variëteit (taalkunde), taal, dialect, streektaal, standaardtaal, dialectcontinuüm, taalfamilie.

## Wadjewaas
Lauli - Tana Righu - Wadjewaas

## Wadjiginy
Pungupungu

## Wagawaga
Gamadoudou - Wagawaga

## Wahau Kenyah
Uma Timai

## Waigeo
Amber - Saonek

## Waiwai
Katawiaans

## Wakawaka
Duungidjawu - Wagawaga

## Walmajarri
Djuwarliny

## Wambaya
Bindinga - Gudandji - Wambaya

## Wandala
Gamargu - Gwanje - Jampalam - Kamburwama - Masfeima - Mazagwa - Mura - Wandala - Ziogba

## Wandamen
Bintuni - Dasener - Wamesa - Wasior - Windesi

## Wanukaka
Rua

## Waray-Waray
Noordelijk Samar - Samar-Leyte - Waray

## Waropen
Ambumi - Napan-Weinami - Waropen-Kai
Het Waropen kan worden onderverdeeld in drie dialectgroepen, namelijk het Ambumi (gesitueerd in de Wandamenbaai), het Napan-Weinami (gesproken in Napan, Weinami en Makimi) en het Waropen-Kai. De laatste is de grootste groep en kan weer worden onderverdeeld in het Waren en de rest van deze groep.
Het Mor (dat onder taalkundigen weleens Mor2 wordt genoemd ter onderscheiding van de gelijknamige Trans-Nieuw-Guineataal), dat door sommige bronnen als een Waropens dialect wordt geclassificeerd, is een aparte taal. Het Mor is wel tevens een van de 32 Cenderawasihbaaitalen, en dus nauw verwant met het Waropen.
De bewoners van Ambumi, waar het gelijknamige en meest westelijke dialect wordt gesproken, beschouwen hun dialect als het meest pure, het gebruik van het Napan-Weinami vond men bijna correct, het Warensubdialect van het Waropens-Kai was acceptabel en bij de Urei-Faiseigroep (eveneens Waropen-Kai) had men zijn bedenkingen. Aan de oostelijke kant, in Wonti, vond men het Nubuai (Waropen-Kai) het meest oorspronkelijk.

### Subdialecten van het Waropen-Kai
Urei-Faisei - Waren
Het Waropens-Kai wordt onderverdeeld in het Waren enerzijds en de Urei-Faiseigroep, bestaande uit spreekvormen uit de (voormalige) dorpen Sanggei, Nubuai, Paradoi, Mambui, Risei-Sayati, Woinui en Wonti anderzijds.

#### Urei-Faisei
Mambui - Nubuai - Paradoi - Risei-Sayati - Sanggei - Woinui - Wonti

## Waru
Lalomerui

## Watubela
Sulmelang - Tamher Timur

## Wawonii
Menui

## Wedau
Kwamana - Lavora - Topura - Yapoa

## West-Agaw
Achpar - Dembiya - Hwarasa - Kayla - Kwolasa - Qimant - Semyen

## West-Ambae
Nduindui - Walaha

## West-Arrarnta
Akerre - Westelijk Aranda - Zuidelijk Aranda

## West-Bukidnon-Manobo
Ilentungen - Kiriyenteken - Pulangiyen

## West-Canadees Inuktitut
Caribou Eskimo - Copper Inuktitut - Netsilik - Siglit

## West-Centraal-Oromo
Centraal-Oromo - West-Oromo

## West-Fijisch
Kern-West-Fijisch - Kaya

## West-Gurage
Chaha - Enegegny - Ezha - Gumer - Gura - Inor - Masqaans - Muher

## West-Huasteca-Nahuatl
Westelijk Huasteca-Nahuatl

## West-Kenyah
Kakus-Penaans - Kemena-Penaans - Long Bangaans - Lunaans - Uma Bakah

## West-Kust-Bajau
Banggi - Kawang - Kota Belud - Papar - Pitas Bajau - Putataans - Sandakaans Bajau

## West-Muria
Banchapai - Dhanora - Sonapal

## West-Neo-Aramees
Bakh`a - Jub-`Adin - Ma`lula

## West-Penan
Bok-Penan - Jelalong-Penan - Nibong - Penan Apo - Penan Gang - Penan Lanying - Penan Lusong - Penan Silat - Sipeng

## West-Roti
Dengka - Oenale-Delha

## West-Subanon
Westelijk Kolibugaans

## West-Tarangan
Noord-Centraal-Tarangan - Zuidwest-Tarangan

## West-Vlaams
Frans-Vlaams - Iepers - Poperings

### Overgangsdialecten tussen West-Vlaams en Nederlands/Oost-Vlaams
Avelgems - Maldegems - Waregems

## Whitesands
Lometimeti - Weasisi

## Wichita
Tawakoni - Waco

## Wikalkan
Ngadanja - Wik-Ngandjara

## Wolaytta
Zala

## Woleaiaans
Lamotrek

## Worora
Unggumi - Worora

## Wunambal
Gambera - Miwa - Wunambal

## Wuvulu-Aua
Aua - Wuvulu
A · B · C · D · E · F · G · H · I · J · K · L · M · N · O · P · Q · R · S · T · U · V · W · Y · Z